# Теодор Траянов (награда)
Националният конкурс за поезия „Теодор Траянов“ е учреден от Община Пазарджик като израз на признание към паметта и творчеството на пазарджишкия поет Теодор Траянов, един от най-ярките представители на символизма в българската поезия. Конкурсът е явен и се провежда на 3 години, като първата от тях е 2012, когато се навършват 130 години от рождението на поета. Кметът на Община Пазарджик назначава със заповед 3-членна комисия, която да разгледа постъпилите творби и да предложи коя от тях да бъде наградена. Носителят на националната награда за поезия „Теодор Траянов“ получава 1000 евро и грамота. Резултатите от конкурса се обявяват на 30 януари, рождения ден на Теодор Траянов, на официална церемония.

## Носители на наградата
- 2012 – Марин Георгиев за стихосбирката му „Доживяване“ и Валери Станков за стихосбирката му „Аутопсия на зимните миражи“[3][4][5]
- 2015 – Валентина Радинска за сборника ѝ с избрана поезия „Времена“ и Андрей Андреев за том I от избраните му съчинения, „Кладенците на моя живот“[6]
- 2018 – Николай Милчев за стихосбирката му „Ти и котките следобед“ и Цветанка Убинова (съпътстваща награда) за стихосбирката ѝ „Парченца залез“[7]
- 2021 – Елена Алекова за романа ѝ в стихове „Милена“[8][9][10]
- 2024 – Иван Есенски за стихосбирката му „Песен за бедния“ и Борислав Петров за стихосбирката му „Усмивка е Бог“ (жури в състав критика Никола Иванов, юриста и писател Хари Хараламбиев и писателката Елена Алекова)[11][12][13]